# Parafia św. Jadwigi Śląskiej w Kodrębie
Parafia Świętej Jadwigi Śląskiej w Kodrębie – parafia rzymskokatolicka w Kodrębie. Należy do Dekanatu Kodrąb archidiecezji częstochowskiej. Została utworzona przed 1401 rokiem. Parafię prowadzą księża archidiecezjalni.